# Asturias (Cebu)
Asturias is een gemeente in de Filipijnse provincie Cebu op het gelijknamige eiland. Bij de census van 2015 telde de gemeente bijna 48 duizend inwoners.

## Geografie

### Bestuurlijke indeling
Asturias is onderverdeeld in de volgende 27 barangays:
| - Agbanga - Agtugop - Bago - Bairan - Banban - Baye - Bog-o - Kaluangan - Lanao - Langub - Looc Norte - Lunas - Magcalape - Manguiao | - New Bago - Owak - Poblacion - Saksak - San Isidro - San Roque - Santa Lucia - Santa Rita - Tag-amakan - Tagbubonga - Tubigagmanok - Tubod - Ubogon |

## Demografie
Asturias had bij de census van 2015 een inwoneraantal van 47.857 mensen. Dit waren 3.125 mensen (7,0%) meer dan bij de vorige census van 2010. Ten opzichte van de census van 2000 was het aantal inwoners gegroeid met 8.896 mensen (22,8%). De gemiddelde jaarlijkse groei in die periode kwam daarmee uit op 1,36%, hetgeen lager was dan het landelijk jaarlijks gemiddelde over deze periode (1,72%).

De bevolkingsdichtheid van Asturias was ten tijde van de laatste census, met 47.857 inwoners op 190,45 km², 251,3 mensen per km².